# Compte bancari
Un compte bancari és un contracte financer amb una entitat financera en virtut del qual es registren el balanç i els subsegüents moviments de diners del client.

## Aspectes jurídics
Des del punt de vista contractual, un compte bancari és una modalitat específica de dipòsit. Pel contracte de dipòsit, una persona (dipositant) lliura un bé moble (diners) a una altra persona (dipositari) perquè aquesta el custodiï i li torni.

### Drets i obligacions
- Dipositant (Client): Adquireix el dret de rebre una remuneració pels diners dipositats i el de retirar aquests fons en el moment que ho desitgi (si el tipus de compte és a la vista), o al venciment pactat, si es tracta d'un compte a termini. D'altra banda es compromet a respectar les condicions estipulades per l'entitat financera en el contracte d'obertura del compte.[1]

- Dipositari (Entitat): Adquireix el dret d'utilitzar els fons rebuts per a les operacions de préstec, crèdit, etc., que són objecte de la seva activitat, i també els deures, com facilitar al Client la disponibilitat dels fons del seu compte en les condicions establertes, abonar, en els terminis estipulat, la remuneració pactada o la vigent per a un tipus determinat de compte (interessos), així com mantenir l'estricte secret professional (llevat dels requeriments de l'Administració Pública) sobre qualsevol informació rellevant als seus Clients.[1]

### Contracte
La instrumentació contractual es realitza mitjançant un contracte d'obertura, que conté al dors les condicions generals aplicables. Aquestes condicions no són negociables individualment, sinó que ja solen estar pre-establertes. Jurídicament es coneix com un contracte d'adhesió, un tipus de contracte utilitzat per múltiples companyies de serveis (subministraments d'aigua, gas, electricitat, assegurances…)

### Titularitat
És titular d'un compte de clients la persona amb qui es formalitza el contracte. Com a tal, pot disposar del saldo al seu favor i serà responsable davant de l'entitat del moviment que es realitzi a través d'aquest compte. Segons el Codi Civil, el dret reconeix aquesta capacitat jurídica tant a persones físiques com a determinades organitzacions humanes, com associacions, fundacions, empreses... que es coneixen amb el nom de persones jurídiques.

## Tipologia
- Compte corrent
- Compte d'estalvis
- Compte d'un dipòsit a termini